# ヴァレリー・メザグ
ヴァレリー・メザグ（Valéry Mézague, 1983年12月8日 - 2014年11月15日）はフランス・ブーシュ＝デュ＝ローヌ県・マルセイユ出身のサッカー選手。ポジションはミッドフィールダー。

## 代表歴
2003年3月27日親善試合マダガスカル代表戦でサロモン・オレンベと交代でカメルーン代表デビューした。

## 死去
2014年11月15日、トゥーロンの自宅アパートで死体となって発見された。

## 所属クラブ
- モンペリエHSC 2001-2006

→ ポーツマスFC 2004-2005　(loan)
- FCソショー 2005-2009

→ ル・アーヴルAC 2007-2008 (loan)
- LBシャトールー 2009
- ヴァンヌOC 2009-2011
- パネトリコスFC 2011-2012
- ベリーFC 2013
- スポルタン・トゥーロン・ヴァール 2014

## タイトル
- ル・アーヴルAC

リーグ・ドゥ :2007-2008